# 押小路実岑
押小路実岑（おしこうじ さねみね、延宝7年〈1679年〉4月25日 - 寛延3年〈1750年〉2月11日）は、江戸時代中期の公卿。

## 官歴
- 元禄5年（1692年）：侍従、従五位上
- 元禄9年（1696年）：正五位下
- 元禄10年（1697年）：右少将
- 元禄13年（1700年）：従四位下
- 元禄15年（1702年）：左中将
- 宝永元年（1704年）：従四位上
- 宝永5年（1708年）：正四位下
- 正徳2年（1712年）：従三位
- 享保3年（1718年）：正三位
- 享保10年（1725年）：参議、右中将
- 享保11年（1726年）：踏歌外弁
- 享保13年（1728年）：従二位
- 元文2年（1737年）：権中納言
- 延享元年（1737年）：権大納言
- 延享3年（1739年）：正二位

## 系譜
- 父：押小路公音
- 母：河鰭実陳の娘
- 養子：押小路従季（清水谷雅季の子）